# Alphonse Royer
Pour les articles homonymes, voir Royer.
Alphonse Royer, né le 10 septembre 1803 à Paris où il est mort le 11 avril 1875, est un librettiste, littérateur et journaliste français.

## Biographie
Issu d’une famille d’affaires, Alphonse Royer embrasse, à la suite d’un voyage de plusieurs années en Orient, la carrière littéraire et s’associe à Gustave Vaëz avec lequel il a beaucoup produit. Ils ont écrit ensemble des comédies, des drames, des romans, des voyages qui les font honorablement connaître. À l’Opéra, ils ont écrit les livrets, originaux ou traduits, des opéras Lucie de Lamermoor, la Favorite, Othello, Don Pasquale, Jérusalem (i Lombardi), Robert Bruce. Les deux plus célèbres de ces poèmes lyriques sont Lucie et la Favorite.
Après avoir dirigé le théâtre de l'Odéon, Royer devint directeur de l’Opéra le 1er juillet 1856, situation qu’il conserve jusqu’au mois de décembre 1862, date de la mort de son collaborateur Gustave Vaëz. Dès lors, il quitte la direction de l’Opéra et renonce d’une façon active au théâtre dont il fait l’objet d’études littéraires importantes, traduisant les œuvres d’Alarcon, de Tirso de Molina, de Carlo Gozzi, et publiant une Histoire universelle du Théâtre, Paris, Franck, 1869-1877, 6 vol. in-8°.
Lors de l’inauguration de la nouvelle salle de l’Opéra, il a publié aussi une Histoire de l’Opéra (Paris, Bachelin-Deflorenne, 1875, petit in-8° avec portraits), que Fétis et Pougin ont décrite comme pouvant « être agréable aux gens du monde complètement ignorants des phases historiques de notre première scène lyrique, mais pour laquelle l’auteur a négligé de remonter aux sources, et qui, par conséquent, ne contient aucun fait nouveau, aucune vue particulière, aucun document inédit, et bien moins encore de vues d’ensemble et de résumé philosophique ».
Il est nommé inspecteur général des beaux-arts et officier de la Légion d'honneur(1867). Il a aussi traduit de l’italien et de l’espagnol en français. Il meurt le 11 avril 1875 à son domicile dans le 9e arrondissement de Paris.
Il a été inhumé au cimetière du Père Lachaise.

## Œuvres
- Les Mauvais garçons, par Alphonse Royer et Auguste Barbier / Paris : E. Renduel, 1832
- Italie pittoresque : tableau historique et descriptif de l'Italie, du Piémont, de la Sardaigne, de la Sicile, de Malte et de la Corse / par M. de Norvins, etc. [et al.] ; orné de dessins inédits de Mme Haudebout-Lescot, etc. [et al.] / Paris : Amable Costes, 1834
- Les Hommes politiques de la Belgique, par Alphonse Royer, Bruxelles : H. Dumont, 1835
- Aventures de voyage, tableaux, récits et souvenirs du Levant, par Alphonse Royer / Paris : Dumont, 1837
- L'horloge de Strasbourg. Chronique alsacienne, Alphonse Royer / Paris, 1839
- Écorce russe, cœur français, vaudeville en 1 acte : [Paris, Théâtre Saint-Marcel, 22 janvier 1839.] / [de MM. Jouhaud et Alphonse Royer] / Paris : J.-N. Barba, 1839
- Le Bourgeois grand seigneur : Comédie en trois actes, et en prose : Représentée pour la première fois, à Paris, sur le Second-Théâtre-Français (Odéon), le 3 novembre 1842 / Par MM. Alphonse Royer et Gustave Vaez / Paris : C. Tresse éditeur, 1841
- Le Voyage à Pontoise : Comédie en trois actes et en prose : Représentée pour la première fois, à Paris, sur le second théâtre Français (Odéon), le 14 avril 1842 / par MM. Alphonse Royer et Gustave Vaez / Paris : C. Tresse éditeur, 1841
- Othello : Opéra en trois actes : Représenté pour la première fois, à Paris, sur le théâtre de l'Académie Royale de Musique, le 2 septembre 1844 / Par MM. Alphonse Royer et Gustave Vaez ; musique de Rossini, libretto traduit de l'italien; divertissement de M. Mazillier / Paris : C. Tresse éditeur, 1841
- La Favorite : opéra en quatre actes : représenté pour la première fois, à Paris, sur le théâtre de l'Académie royale de Musique, le 2 décembre 1840 / paroles de MM. Alphonse Royer et Gustave Vaez ; musique de M. G. Donizetti, divertissemens de M. Albert / Paris : Marchant, 1841
- Οι Γενίτσεροι : μυθιστορικόν διήγημα / του κ. Αλφόνσου Ρωγήρου ; μεταφρασθέν εκ του γαλλικού / Σμύρνη : Εκ του Τυπογραφείου της Αμάλθειας, 1843
- Don Pasquale : opéra-bouffe en 3 actes, paroles de MM. Alphonse Royer et Gustave Vaëz, musique de G. Donizetti... : [Paris, Théâtre royal italien, 3 janvier 1843] / Gustave Vaez / Bruxelles : J. A. Lelong, 1843
- Lucie de Lammermoor : grand opéra en deux actes et en quatre parties : représenté pour la première fois, à Paris, sur le théâtre de la Renaissance ([10] août 1839) / paroles de MM. Alphonse Royer et Gustave Vaez ; musique de M. Gaetan Donizetti / Paris (Boulevard des Italiens, n°2, passage de l'Opéra) : Bernard Latte, éditeur, 1843
- Robert Bruce : Opéra en 3 actes, paroles de MM. Alphonse Royer et Gustave Vaez, musique de Rossini... [Paris, Académie royale de musique, 23 décembre 1846.] / Gustave Vaez / Paris : Michel Lévy frères, 1847
- Lucie de Lammermoor : opéra en 2 actes et en 4 parties (Paris, Renaissance, août 1839) / Alphonse Royer, Gustave Vaez ; musique de Donizetti. / Paris : Tresse, 1848
- Jérusalem : opéra en 4 actes, paroles de MM. Alphonse Royer et Gustave Vaez... : [Paris, Académie royale de musique, 26 novembre 1847] / Alphonse Royer / Bruxelles : J. A. Lelong, 1849
- La Favorite : opéra en 4 actes, paroles de MM. Alphonse Royer et Gustave Vaez, musique de M. G. Donizetti... [Paris, Académie royale de musique, 2 décembre 1840] / Alphonse Royer / Bruxelles : J. A. Lelong, 1849
- Lucie de Lammermoor / paroles de Gustave Vaez et Alphonse Royer ; musique de Gaetano Donizetti / Bruxelles : J. A. Lelong, 1850
- La Dame de trèfle, vaudeville en 1 acte / par MM. Alphonse Royer, Gustave Vaez et Charles Narrey... [Paris, Vaudeville, 9 février 1850.] / Paris : Beck, 1850
- Un Ami malheureux, comédie-vaudeville en 2 actes / par MM. Alphonse Royer et Gustave Vaez... [Paris, Vaudeville, 31 janvier 1850.] / Paris : Beck, 1850
- Lucie de Lammermoor : Grand opéra en deux actes et en quatre parties : Représenté pour la première fois, à Paris, sur le théâtre dela Renaissance, le 10 août 1839, repris à l'Académie royale de Musique, le 20 février 1846 / Paroles de MM. Alphonse Royer et Gustave Vaez ; musique de M. Gaétan Donizetti / Paris : C. Tresse éditeur, 1851 ?
- Histoire universelle du théâtre / par Alphonse Royer / Paris : A. Franck, 1869-1870
- Histoire universelle du théâtre / par Alphonse Royer / Paris : A. Franck, 1869-1878
- Histoire de l'opéra / Alphonse Royer / Paris : Bachelin-Deflorenne, 1875
- Don Pasquale, opéra-bouffe en trois actes... / Batavia : [s.n.], 1876
- Histoire du théâtre contemporain en France et à l'étranger, depuis 1800 jusqu'à 1875 Tome premier, par Alphonse Royer / Paris : P. Ollendorff, 1878
- La Favorite : opéra en quatre actes et cinq tableaux / par M. M. A. Royer et G. Vaez ; musique de M. G. Donizetti / Paris : Tresse et Stock, 1892
- La Favorite, opéra en quatre actes, musique de Donizetti. Nouvelle édition / Alphonse Royer, Gustave Vaez / Paris : C. Lévy, 1893
- La favorita : dramma in quattro atti / libretto di A. Royer e G. Vaëz ; traduzione italiana di E. Jannetti ; musica di Gaetano Donizetti, 1797-1848 / Milano : Ricordi, 1957
- Jérusalem : grand opéra en quatre actes / Musique de Giuseppe Verdi... ; poèmes d'Alphonse Royer et Gustave Vae͏̈z... ; présentation de Gilles de Van / Paris : G. Billaudot, 1984
- La favorite : opéra en quatre actes de Gaetano Donizetti / livret d'Alphonse Royer et Gustave Vaëz, révisé par Eugène Scribe... ; texte et partition restitués par Rebecca Harris-Warrick... / Montpellier : Opéra de Montpellier, 1995
- Cho-druc-Duclos : ou L'homme à la longue Barbe : drame en cinq actes et huit tableaux, représ... Gaîté, le 29 juin 1850 / par Alphonse Royer, Gustave Vaez et Michel Delaporte / Paris : M. Lévy, [s.d.]
- Théâtre de Miguel Cervantès / Alphonse Royer / [S.l.] : Calmann Lévy, [s.d.]
- Cadet la perle : drame en cinq actes en huit tableaux : représenté pour la première fois, à Paris, sur le théâtre de la Gaîté, le 23 novembre 1866 / par Alphonse Royer et Théodore de Langeac / Paris (rue Auber, 3, et boulevard des Italiens, 15, La Librairie Nouvelle) : Librairies de Michel Lévy frères, s.d. [1874 ?]
- Henri V et ses compagnons, drame en trois actes de MM. Romieu et Alph. Royer, musique de MM. Meyerber, Weber et Spohr. Représentée pour la première fois sur le théâtre des Nouveautés, le 27 février 1830

## Sources
- François-Joseph Fétis, Arthur Pougin, Biographie universelle des musiciens, et bibliographie générale de la musique: Supplément et complément, vol. 1, Paris, Firmin-Didot, 1881, p. 457.